# Hans Schafgans
Hans Schafgans (* 18. August 1927 in Bonn; † 31. Juli 2015) war ein deutscher Fotograf und Schriftsteller. Er führte in der vierten Generation das Fotoatelier Schafgans, das 1854 gegründet wurde.

## Fotografendynastie Schafgans
Hans Schafgans war der Spross einer Bonner Fotografendynastie.

### Johannes Schafgans
Der Maler Johannes Schafgans (1828–1905), Urgroßvater von Hans Schafgans, gründete im Jahr 1854, 15 Jahre nach Erfindung der Fotografie, in Bonn ein Fotoatelier direkt neben dem Rathaus in der Rathausgasse. Dieses Atelier besteht seitdem am selben Ort bis heute. Als Pionier seines Fachs, das Johannes Schafgans in Frankfurt und Amsterdam erlernte, setzte er auf die Zukunft der neuen Technik. Er porträtierte bedeutende Zeitgenossen wie den Dichter Luigi Pirandello, Karl Simrock, August Kekulé und Angehörige der herrschaftlichen Häuser und der kaiserlichen Familie. Außerdem hat er den Brand der Bonner Remigiuskirche in Bildern festgehalten. Johannes Schafgans wurde auf dem Alten Friedhof in Bonn beigesetzt.

### Theodor Schafgans

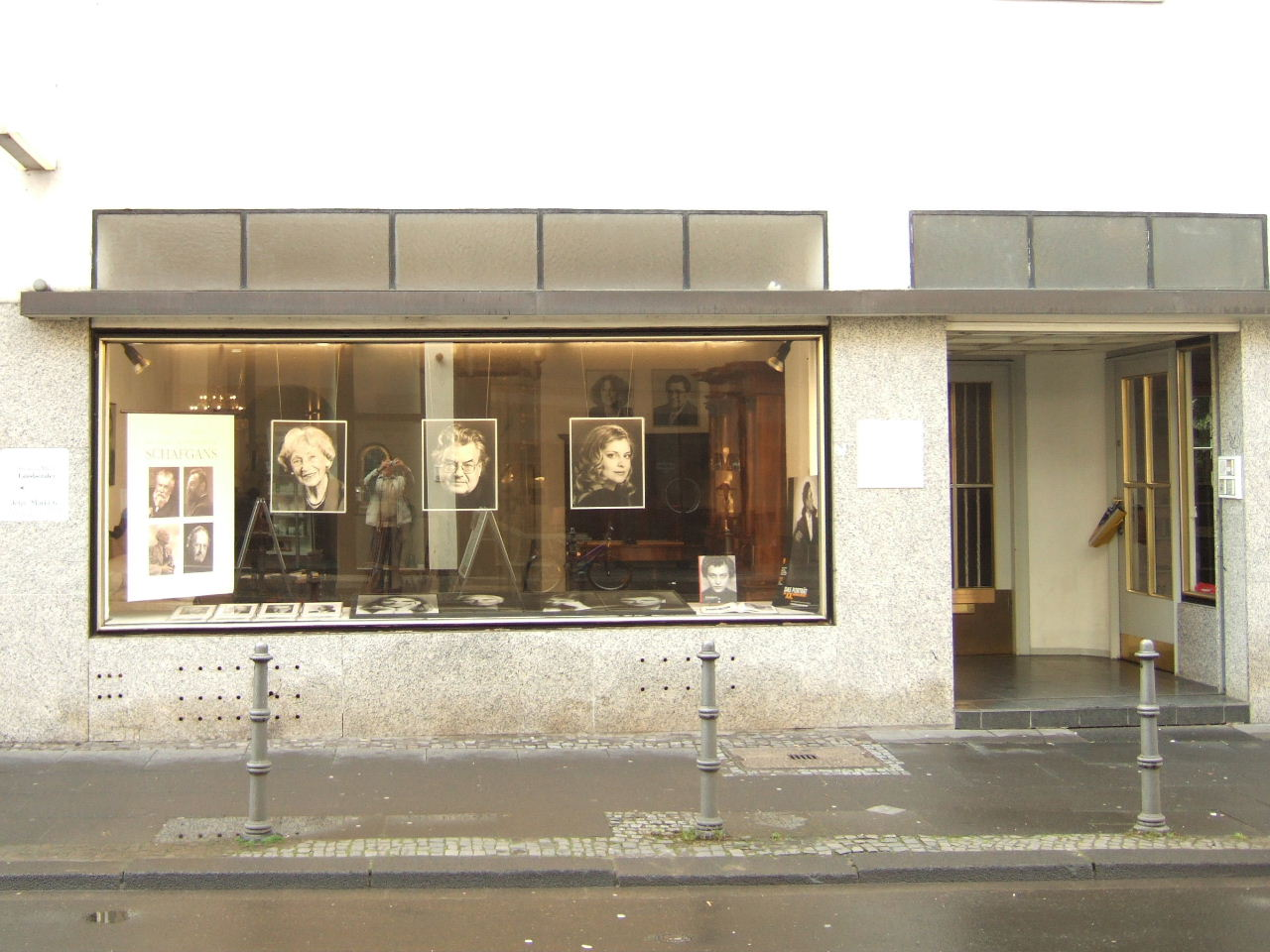
Fotoatelier Schafgans in der Rathausgasse

Der Sohn von Johannes Schafgans, Theodor (1859–1907), übernahm das Atelier 1892 und baute es zu einem Jugendstilatelier um. Als Dokumentarist und technischer Fotograf fotografierte er beispielsweise die erste Bonner Rheinbrücke.

### Theo Schafgans
Mit Theo Schafgans (1892–1976), der das Atelier fast 60 Jahre lang leitete, fand ab 1911 „die Avantgarde der deutschen Kunstphotographie ihren Weg nach Bonn“ (so die Deutsche Gesellschaft für Photographie – s. Weblinks). Er studierte an der Bayerischen Staatslehranstalt für Photographie in München bei Frank Eugene Smith und führte in Bonn „einen malerischen Porträtstil ein“. 1919 wurde er Mitbegründer der Gesellschaft Deutscher Lichtbildner (GDL), heute Deutsche Fotografische Akademie (DFA), und zählte mit seinen Bildnissen „zu den wichtigsten Vertretern der deutschen Porträtphotographie“.
Im Oktober 1944 brannte das Haus nach einem Bombenangriff völlig aus. Im Keller lagerten mehrere 10.000 Glasnegative aus 90 Jahren Arbeit. Fast alles wurde zerstört. Die Familie, die sich auf der Flucht durch Deutschland befand, kehrte 1945 zurück. Von den fotografischen Geräten war nahezu alles zerstört. Theo Schafgans konnte innerhalb kurzer Zeit eine neue Ausrüstung beschaffen, so dass es ihm ein Jahr nach dem Krieg schon wieder möglich war, mehr als 1000 Porträtkunden zu betreuen.
1950 nahm Theo Schafgans an der ersten photokina in Köln teil und erhielt für sein Adenauer-Bild die Ewald-Mataré-Medaille. Am 2. Januar 1967 übergab er das Atelier an seinen Sohn Hans und vermerkte in seinem Taschenkalender „Beginn des Rentnerlebens“.

## Hans Schafgans
Die Mutter von Hans Schafgans war Jüdin, die zwei Angehörige in Auschwitz verlor. Hans musste – als Sohn einer jüdischen Mutter – das Beethoven-Gymnasium verlassen und verbrachte Monate in Verstecken auf Frachtschiffen auf dem Rhein.

### Fotograf
Hans Schafgans absolvierte bei seinem Vater eine Fotografenlehre. Dabei konzentrierte er sich auf die Architekturfotografie. 1952 sprach ihm die Fotografeninnung die Meisteranerkennung zu.
Hans Schafgans dokumentierte über zwanzig Jahre lang kontinuierlich den Wiederaufbau und Ausbau Bonns zur Bundeshauptstadt. In seinen Bildkompositionen wird eine klare Linienführung und Betonung der Formen sichtbar.
Nachdem Hans Schafgans das Atelier seines Vaters übernommen hatte, widmete er sich fast ausschließlich dem Porträt. Es gehe ihm dabei nicht um die äußere Erscheinung, sagte er in einem Porträt der Bonner Zeitschrift „Protestant“ (s. Literatur), die „dann doch nur ein oberflächliches Bild abgeben kann“ und „unser Schubladendenken bedient“. Es gehe ihm um die „innere Persönlichkeit“, die er herausarbeiten möchte.
Zahlreiche Prominente der Bundesrepublik Deutschland ließen sich von Hans Schafgans porträtieren. Dazu gehörten auch – bis zu Johannes Rau – nahezu alle Bundespräsidenten.
Das seit vielen Jahrzehnten bestehende Nachkriegsarchiv mit den Arbeiten von Theo und Hans Schafgans (seit 1945) enthält nahezu eine Million Negative.

### Autor und Bürger Schafgans
Neben seiner Arbeit als Fotograf schrieb Hans Schafgans. Als Autor sind von ihm mehrere Romane erschienen, „halb-autographische Erzählungen“ und Opernlibretti. Die Bonner kennen ihn darüber hinaus als streitbaren Bürger, beispielsweise bei den Protesten gegen den Regierungsumzug nach Berlin oder bei Auseinandersetzungen um die städtische Kulturpolitik. Lieblingsthema: die Oper Bonn.
Hans Schafgans war, wie sein Vater, mit einer Jüdin verheiratet und engagierte sich viele Jahre lang in der jüdischen Gemeinde. In den 80er Jahren war er Mitglied im Vorstand der Synagogengemeinde. Er bekannte, dass ihn die „immanente Vernunft“ des Judentums faszinierte. „Der Mensch braucht keine Dogmatik, sondern Lebensweisheit“ und diese Lebensweisheit speise sich aus dem „Bewusstsein der eigenen Tradition“.

## Ausstellungen

### Das Porträt im XX. Jahrhundert. Die Fotografen Theo und Hans Schafgans

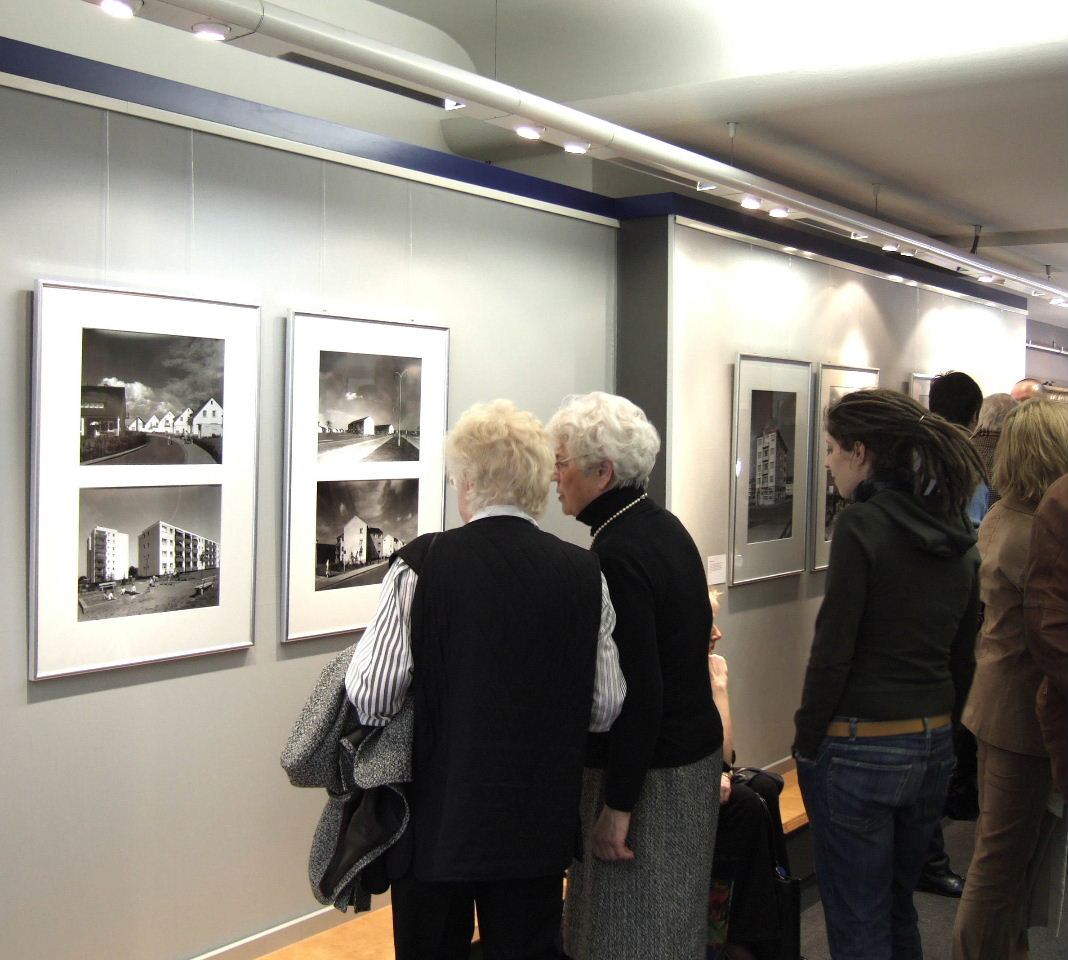
Ausstellungseröffnung von Hans Schafgans: ›Häuser – Straßen – Gegenstände‹ – Motive aus der Bonner Nachkriegszeit am 31. März 2006

Vom 9. Dezember 2005 bis 9. April 2006 fand im Deutschen Historischen Museum Berlin die Ausstellung „Das Porträt im XX. Jahrhundert. Die Fotografen Theo und Hans Schafgans“ statt.
Boris Schafgans, Sohn von Hans Schafgans, hatte als Kurator der Berliner Ausstellung 330 Exponate des Ateliers Schafgans zusammengestellt, die die Arbeiten von Theo und Hans Schafgans zeigten. „Das Lichtbildatelier Schafgans“, so im Text des Historischen Museums, „zählt heute zu den ältesten in Europa. Die Menschenbildnisse, die seitdem entstanden, spiegeln Epochen, Umbrüche und den Weg der deutschen Porträtfotografie in ihren verschiedenen Aspekten wider.“
Zur Architekturfotografie von Hans Schafgans heißt es: „Der Architekturfotograf Hans Schafgans fotografiert seit den späten vierziger Jahren für Behörden und Architekten eine Vielzahl öffentlicher Gebäude und Wohnungsbauten.Die Architekturfotografie ist für ihn, der sich auch als Lyriker, Essayist und später als Romanautor betätigt, ein erzählerischer Vorgang. Vorausschauend schildert er die dauerhafte Prägung des Stadtbilds, die von den Planungen der fünfziger und sechziger Jahre ausgeht.“

### ›Häuser – Straßen – Gegenstände‹- Motive aus der Bonner Nachkriegszeit

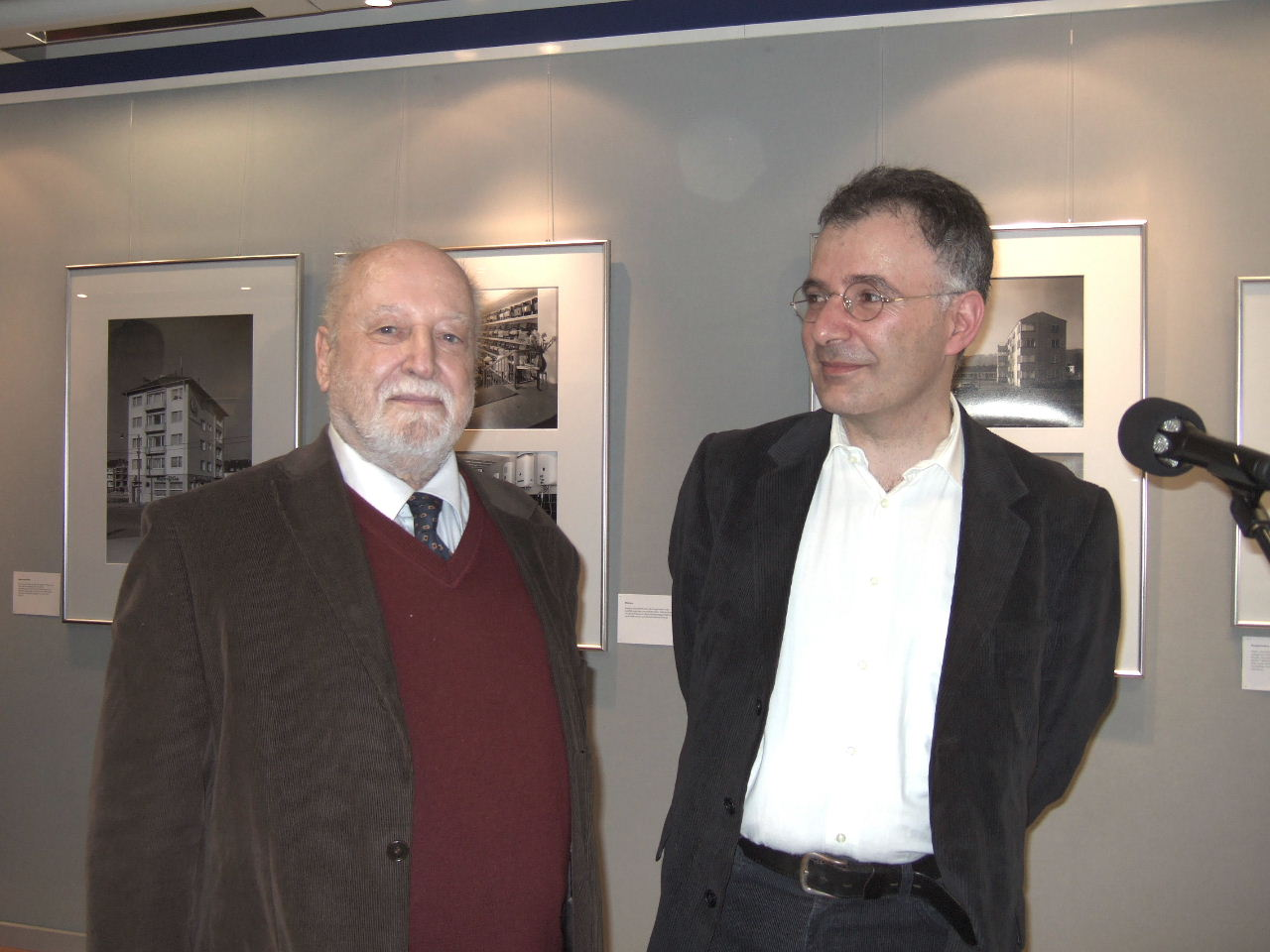
Hans Schafgans mit Sohn Boris bei der Ausstellungseröffnung

Am 31. März 2006 wurde bei „Bouvier“ in Bonn die Ausstellung „›Häuser - Straßen - Gegenstände‹ - Motive aus der Bonner Nachkriegszeit“ eröffnet. Sie war dort bis zum 5. Mai 2006 zu sehen und zeigte Architekturfotos von Hans Schafgans. Die Arbeiten umfassen den Zeitraum von 1949 bis in die 1960er Jahre.
Zu der Ausstellung schrieb der Veranstalter: „Neben den bestechenden Details, in denen Hans Schafgans Architektur, Lebensräume und Alltagsszenarien schildert, zeigt die Ausstellung auch Sachaufnahmen von Objekten aus Industrie und Werbung, die seinerzeit im Atelier Schafgans hergestellt wurden. Im Kontext verdichten sich Bilder zu erzählenden Dokumenten mit kulturgeschichtlichem Bezug.“

## Werke (Belletristik)
- Der letzte Mann von Paris. Roman, Horlemann, Unkel am Rhein / Bad Honnef 1994, ISBN 3-89502-002-8.
- Wunschland. Roman, Bleicher, Gerlingen 1989, ISBN 3-88350-441-6.
- Chronik einer Heimreise. Geschichten, Bleicher, Gerlingen 1986, ISBN 3-88350-433-5.
- Die Insel. Roman. Bleicher, Gerlingen 1984, ISBN 3-88350-423-8.
- Jedem das Seine. Verse zum Gebrauch. GHM, Bonn 1980, ISBN 3-88586-024-4 (= Edition Parnass).